# Prix Génie du meilleur acteur dans un second rôle
Le prix Génie du meilleur acteur dans un second rôle (Génie Award for Best Performance by an Actor in a Supporting Role) est un prix décerné de 1980 à 2012 par l'Académie canadienne du cinéma et de la télévision pour récompenser le meilleur acteur dans un second rôle dans un film canadien de l'année.

## Palmarès
Note : le vainqueur de chaque année est indiqué en premier et en gras, les autres nommés sont indiqués en dessous.

### Années 1980
- 1980 : Gordon Pinsent pour son rôle dans Klondike Fever
  - Harvey Atkin pour son rôle dans Arrête de ramer, t'es sur le sable (Meatballs)
  - Lawrence Dane pour son rôle dans Le Vainqueur (Running)
  - Chris Makepeace pour son rôle dans Arrête de ramer, t'es sur le sable (Meatballs)
  - Saul Rubinek pour son rôle dans Les Espions dans la ville (Agency)
  - Robert A. Silverman (en) pour son rôle dans Chromosome 3 (The Brood)

- 1981 : Germain Houde pour son rôle dans Les Bons Débarras
  - Gabriel Arcand pour son rôle dans Suzanne
  - John Marley pour son rôle dans Un fils pour l'été (Tribute)
  - David Ferry (en) pour son rôle dans Hounds of Notre Dame (en)
  - Robert Joy, pour son rôle dans Atlantic City

- 1982 : Saul Rubinek pour son rôle dans Ticket to Heaven
  - Nicholas Campbell pour son rôle dans L'Homme de Prague (The Amateur)
  - Emile Genest pour son rôle dans Les Plouffe
  - Michael Ironside pour son rôle dans Scanners
  - R.H. Thomson pour son rôle dans Ticket to Heaven

- 1983 : R.H. Thomson pour son rôle dans If You Could See What I Hear (en)
  - Nicholas Campbell pour son rôle dans The Man in 5A
  - Douglas McGrath pour son rôle dans Porky's
  - Gary Reineke pour son rôle dans The Grey Fox
  - Wayne Robson pour son rôle dans The Grey Fox

- 1984 : Michael Zelniker (en) pour son rôle dans The Terry Fox Story (en)
  - Leslie Carlson pour son rôle dans Vidéodrome (Videodrome)
  - Pierre Curzi pour son rôle dans Maria Chapdelaine
  - Peter Dvorsky pour son rôle dans Vidéodrome (Videodrome)
  - Kenneth Welsh pour son rôle dans Tell Me That You Love Me

- 1985 : Alan Scarfe pour son rôle dans Un printemps sous la neige (The Bay Boy)
  - John Cooper pour son rôle dans My Kind of Town
  - Peter Donat pour son rôle dans Un printemps sous la neige (The Bay Boy)
  - Donald Pilon pour son rôle dans Le Crime d'Ovide Plouffe
  - Peter Spence pour son rôle dans Unfinished Business

- 1986 : Alan Arkin pour son rôle dans Joshua Then and Now
  - Richard Donat (en) pour son rôle dans Mon cousin américain (My American Cousin)
  - Duncan Fraser pour son rôle dans Overnight
  - Sam Grana pour son rôle dans 90 Days
  - Sean Sullivan pour son rôle dans The Boy in Blue

- 1987 : Gabriel Arcand pour son rôle dans Le Déclin de l'empire américain
  - Robert Gravel pour son rôle dans Pouvoir intime
  - Roland Hewgill (en) pour son rôle dans John and the Missus (en)
  - Tom Jackson (en) pour son rôle dans Loyalties (en)
  - Yves Jacques pour son rôle dans Le Déclin de l'empire américain

- 1988 : Germain Houde pour son rôle dans Un zoo la nuit
  - Jayne Eastwood pour son rôle dans Family Viewing
  - Leon Dubinsky (en) pour son rôle dans Life Classes
  - Tony Nardi pour son rôle dans Concrete Angels
  - Murray Westgate (en) pour son rôle dans Blue City Slammers

- 1989 : Rémy Girard pour son rôle dans Les Portes tournantes (The Revolving Doors)
  - Maury Chaykin pour son rôle dans L'Aigle de fer 2 (Iron Eagle II)
  - Ron James pour son rôle dans Something About Love
  - Michael Rudder (en) pour son rôle dans Buying Time (en)

### Années 1990
- 1990 : Rémy Girard pour son rôle dans Jésus de Montréal
  - Don McKellar pour son rôle dans Roadkill
  - Michael Ontkean pour son rôle dans Bye Bye Blues (en)
  - Gilles Pelletier pour son rôle dans Jésus de Montréal
  - Wayne Robson pour son rôle dans Bye Bye Blues (en)

- 1991 : August Schellenberg pour son rôle dans Robe noire
  - Michael Hogan pour son rôle dans Diplomatic Immunity
  - Michael Riley pour son rôle dans Diplomatic Immunity
  - Julien Poulin pour son rôle dans Le Party
  - Paul Soles pour son rôle dans Falling Over Backwards

- 1992 : Michael Hogan pour son rôle dans Solitaire
  - Jean-Guy Bouchard pour son rôle dans Requiem pour un beau sans-cœur
  - Gaetano Cisco Cimarosa pour son rôle dans La Sarrasine (en)
  - Robbie Coltrane pour son rôle dans Oh, What a Night (en)
  - Andrew Miller pour son rôle dans Oh, What a Night (en)

- 1993 : Kevin Tighe pour son rôle dans I Love a Man in Uniform (en)
  - Jim Byrnes pour son rôle dans Harmony Cats (en)
  - Yvan Canuel pour son rôle dans La Florida
  - Tobie Pelletier pour son rôle dans Le Sexe des étoiles
  - Christopher Plummer pour son rôle dans Impolite

- 1994 : Don McKellar pour son rôle dans Exotica
  - Scott Kraft (en) pour son rôle dans Un temps pour aimer (en) (For the Moment)
  - Matthew Ferguson (en) pour son rôle dans De l'amour et des restes humains (Love and Human Remains)
  - Michel Rivard pour son rôle dans Mon amie Max
  - Callum Keith Rennie pour son rôle dans Bonheur aigre-doux (en) (Double Happiness)

- 1996 (janvier) : Kenneth Welsh pour son rôle dans Margaret's Museum
  - Robert Brouillette pour son rôle dans Eldorado
  - Clark Johnson pour son rôle dans Rude
  - David Fox (en) pour son rôle dans When Night Is Falling
  - Aubert Pallascio pour son rôle dans Liste noire

- 1996 (novembre) : Peter Donaldson (en) pour son rôle dans Long Day's Journey into Night (en)
  - Alexander Chapman (en) pour son rôle dans Les Feluettes (Lilies)
  - James Hyndman pour son rôle dans À contre-courant (Rowing Through)
  - Sean McCann pour son rôle dans Swann (en)
  - Ron White (en) pour son rôle dans Planète hurlante (Screamers)

- 1997 : Peter MacNeill pour son rôle dans The Hanging Garden
  - Frédéric Desager pour son rôle dans La Comtesse de Bâton Rouge
  - Hardee T. Lineham pour son rôle dans Shoemaker
  - Tom McCamus pour son rôle dans De beaux lendemains (The Sweet Hereafter)

- 1999 : Callum Keith Rennie pour son rôle dans Last Night
  - Kurush Deboo (hi) pour son rôle dans Such a Long Journey
  - Michael Riley pour son rôle dans Pale Saints
  - Saul Rubinek pour son rôle dans Pale Saints
  - George Wendt pour son rôle dans Rupert's Land (en)

### Années 2000
- 2000 : Mark McKinney pour son rôle dans Dog Park
  - Gabriel Arcand pour son rôle dans Le Grand serpent du monde
  - James Frain pour son rôle dans Sunshine
  - William Hurt pour son rôle dans Sunshine
  - Alex Ivanovici pour son rôle dans Histoires d'hiver

- 2001 : Martin Cummins pour son rôle dans Love Come Down (en)
  - Ian Bannen pour son rôle dans To Walk with Lions (en)
  - Nicholas Campbell pour son rôle dans New Waterford Girl (en)
  - Patrick Huard pour son rôle dans La Vie après l'amour
  - Jean-Nicolas Verreault pour son rôle dans Maelström

- 2002 : Vincent Gale pour son rôle dans Last Wedding
  - Tom Scholte pour son rôle dans Last Wedding
  - Julian Richings pour son rôle dans Rédemption (The Claim)
  - Loren Dean pour son rôle dans The War Bride (en)
  - Michel Forget pour son rôle dans La Femme qui boit

- 2003 : Elias Koteas pour son rôle dans Ararat
  - Dominic Darceuil pour son rôle dans Histoire de Pen
  - Ranjit Chowdhry (en) pour son rôle dans Bollywood Hollywood
  - Brendan Fletcher pour son rôle dans Turning Paige (en)
  - Gabriel Gascon pour son rôle dans Le Marais

- 2004 : Stéphane Rousseau pour son rôle dans Les Invasions barbares
  - Benoît Brière pour son rôle dans La Grande Séduction
  - Roy Dupuis pour son rôle dans Séraphin : Un homme et son péché
  - David Hayman pour son rôle dans The Wild Dogs (en)
  - Christopher Plummer pour son rôle dans Blizzard : Le Renne magique du Père Noël (en) (Blizzard)

- 2005 : Jean Lapointe pour son rôle dans Le Dernier Tunnel
  - Gary Farmer pour son rôle dans Twist
  - Brendan Fehr pour son rôle dans Sugar (en)
  - Bruce Greenwood pour son rôle dans Adorable Julia (Being Julia)
  - Kyle MacLachlan pour son rôle dans Un soupçon de rose (Touch of Pink)

- 2006 : Denis Bernard pour son rôle dans L'Audition
  - Bernard Starlight pour son rôle dans Hank Williams First Nation (en)
  - Campbell Scott pour son rôle dans Ralph (Saint Ralph)
  - Rémy Girard pour son rôle dans Aurore
  - Gordon Pinsent pour son rôle dans Ralph (Saint Ralph)

- 2007 : Stephen McHattie pour son rôle dans Maurice Richard (The Rocket)
  - Hugh Dillon pour son rôle dans Trailer Park Boys: The Movie (en)
  - Robert Joy pour son rôle dans Whole New Thing (en)
  - Lester Chan Chit-Man pour son rôle dans Eve and the Fire Horse (en)
  - Michel Muller pour son rôle dans Le Guide de la petite vengeance

- 2008 : Armin Mueller-Stahl pour son rôle dans Les Promesses de l'ombre (Eastern Promises)
  - Danny Glover pour son rôle dans Poor Boy's Game
  - Guillaume Lemay-Thivierge Les 3 P'tits Cochons
  - Michel Ange Nzojibwami pour son rôle dans J'ai serré la main du diable (Shake Hands With the Devil)
  - Gilbert Sicotte pour son rôle dans Continental, un film sans fusil

- 2009 : Callum Keith Rennie pour son rôle dans Normal
  - Benoît McGinnis pour son rôle dans Le Banquet
  - Normand D'Amour pour son rôle dans Tout est parfait
  - Rade Šerbedžija pour son rôle dans Fugitive Pieces
  - Max von Sydow pour son rôle dans Emotional Arithmetic (en)

### Années 2010
- 2010 : Maxim Gaudette pour son rôle dans Polytechnique
  - Patrick Drolet pour son rôle dans De père en flic
  - John Dunsworth pour son rôle dans Trailer Park Boys: Countdown to Liquor Day (en)
  - Rémy Girard pour son rôle dans De père en flic
  - Scott Speedman pour son rôle dans Adoration

- 2011 : Dustin Hoffman pour son rôle dans Le Monde de Barney (Barney's Version)
  - Martin Dubreuil pour son rôle dans 10 ½
  - Alexis Martin pour son rôle dans Route 132
  - Callum Keith Rennie pour son rôle dans Gunless (en)
  - Rossif Sutherland pour son rôle dans High Life

- 2012 : Viggo Mortensen pour son rôle dans A Dangerous Method
  - Antoine Bertrand pour son rôle dans Starbuck
  - Marin Gerrier pour son rôle dans Café de Flore
  - Taylor Kitsch pour son rôle dans The Bang Bang Club
  - Kevin Durand pour son rôle dans Edwin Boyd (Edwin Boyd: Citizen Gangster)